# Edith Batten
Edith Mary „Mollie” Batten (ur. 8 lutego 1905 w Londynie, zm. 7 stycznia 1985 w Midhurst) – brytyjska działaczka społeczna i pedagożka, odznaczona Orderem Imperium Brytyjskiego.

## Życiorys
Urodziła się w 1905 r. w Londynie jako trzecie dziecko z czworga rodzeństwa. Jej ojciec, Charles William Batten, był sukiennikiem i był żonaty z Edith Wallis (z domu Black). Po ukończeniu Southport High School for Girls, Edith Batten, uzyskała dyplom z chemii na Uniwersytecie w Liverpoolu w 1925 roku. Pierwszą pracę podjęła w firmie ciastkarskiej McVitie and Price, Ltd. Została zwolniona ze stanowiska asystentki kierownika personelu w zakładzie w Hendon po tym, jak nie zgodziła się na utratę pracy przez innego pracownika.
Batten uczęszczała na zajęcia wieczorowe w London School of Economics i w 1932 roku uzyskała drugi dyplom, tym razem z ekonomii. W tym czasie została członkinią Kościoła anglikańskiego i przyjęła sakrament bierzmowania.
Pracowała jako sekretarz charytatywnej organizacji Birmingham Settlement od 1933.
W 1938 została sekretarką ds. organizacji Brytyjskiego Stowarzyszenia Osiedli Mieszkaniowych, od momentu założenia w 1920 r. wprowadzającego zmiany w pracy socjalnej. Edith Batten przedstawiła dowody na poparcie ustawy Ellen Wilkinson The Hire Purchase Act z 1938 r., która ograniczyła władzę pożyczkodawców, tak że musieli oni powiadomić przed wejściem do domu nabywcy i jasno określić całą cenę, jaką kupujący ostatecznie będzie musiał zapłacić.
W czasie II wojny światowej pracowała nad powołaniem kobiet w Londynie do pomocy w wysiłkach wojennych. Została poproszona o wstąpienie do służby cywilnej, ale zamiast tego zdecydowała się na zdobycie trzeciego dyplomu: z teologii w St Anne’s College w Oksfordzie. W 1948 roku otrzymała Order Imperium Brytyjskiego.
W 1950 roku podjęła pracę jako dyrektorka William Temple College z siedzibą w Hawarden we Flintshire. Uczelnia miała na celu szkolenie kobiet i upamiętnienie Williama Temple’a, który zmarł jako arcybiskup Canterbury w wieku 62 lat. Kościół w Wielkiej Brytanii nie poświęcał jej zbyt wiele uwagi, ale miała silne wsparcie ze strony biskupa Sheffield, który był przewodniczącym rady uczelni. Batten przeniosła college do Rugby w 1954 roku. Była w stanie przyciągnąć czołowych mówców do wielu, którzy byli tam szkoleni.
W 1961 roku wywołała debatę na temat roli kościoła.
Batten zmarła w 1985 roku w Midhurst.